# Arséniure d'aluminium
Pour les articles homonymes, voir Alas (homonymie).
L’arséniure d'aluminium (AlAs) est un composé chimique d'aluminium et d'arsenic. C'est un matériau semi-conducteur avec presque la même constante de réseau que GaAs et AlGaAs et une bande interdite plus large que GaAs.

## Propriété
Il possède les propriétés suivantes :
- Coefficient de dilatation thermique : 5 µm/(°C*m)
- Température de Debye : 417 K
- Microdureté : 5,0 GPa (charge de 50 g)
- Nombre d'atomes dans 1 cm3 : (4,42 - 0,17x)·1022[5]
- Module d'élasticité isostatique : (7,55 + 0,26x)·1011 dyn cm−2[5]
- Dureté sur l'échelle de Mohs : ~5[5]
- Insolubilité dans l'eau[5]

## Synthèse
La préparation de l'arséniure d'aluminium a fait l'objet de peu de travaux, principalement en raison des difficultés pratiques que cela implique. La préparation à partir de la masse fondue est difficile en raison du point de fusion élevé du composé (environ 1 700 °C) et de l'extrême réactivité de l'aluminium à cette température.  Quelques chercheurs ont préparé de petits cristaux à partir de la masse fondue, et des lingots polycristallins ont également été produits. Le meilleur de ce matériau a une densité de porteurs d'impuretés de l'ordre de 1019/cm3 et est de type p.